# Barrio Pesquero (Santander)

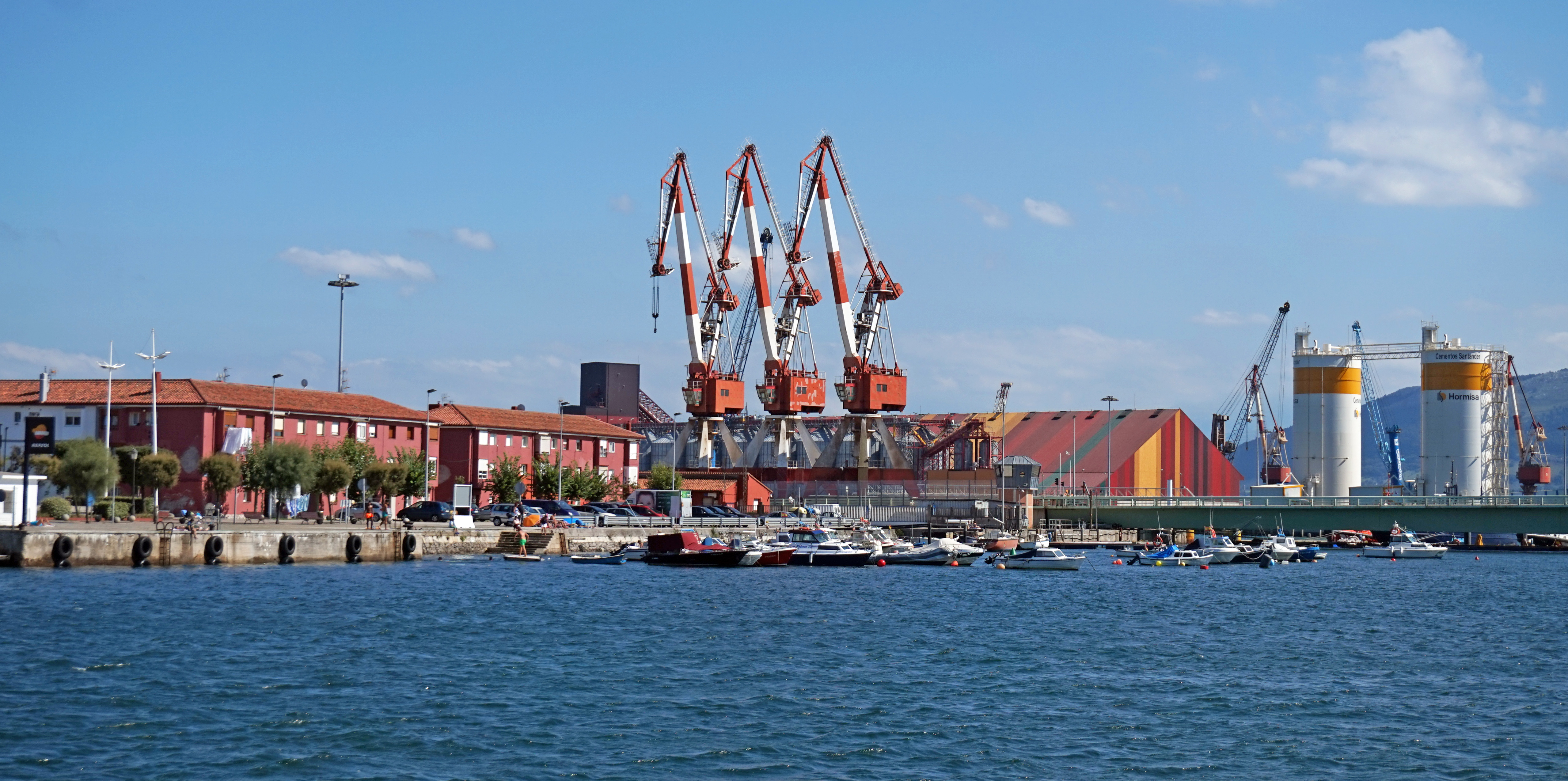
Barrio Pesquero

El Barrio Pesquero, denominado oficialmente Poblado Pesquero de Sotileza, es un área de la ciudad de Santander, en Cantabria (España). Este barrio santanderino se asienta dentro de los terrenos del ensanche industrial de Maliaño, al noreste de la bahía de Santander y al suroeste de la ciudad.

## Historia

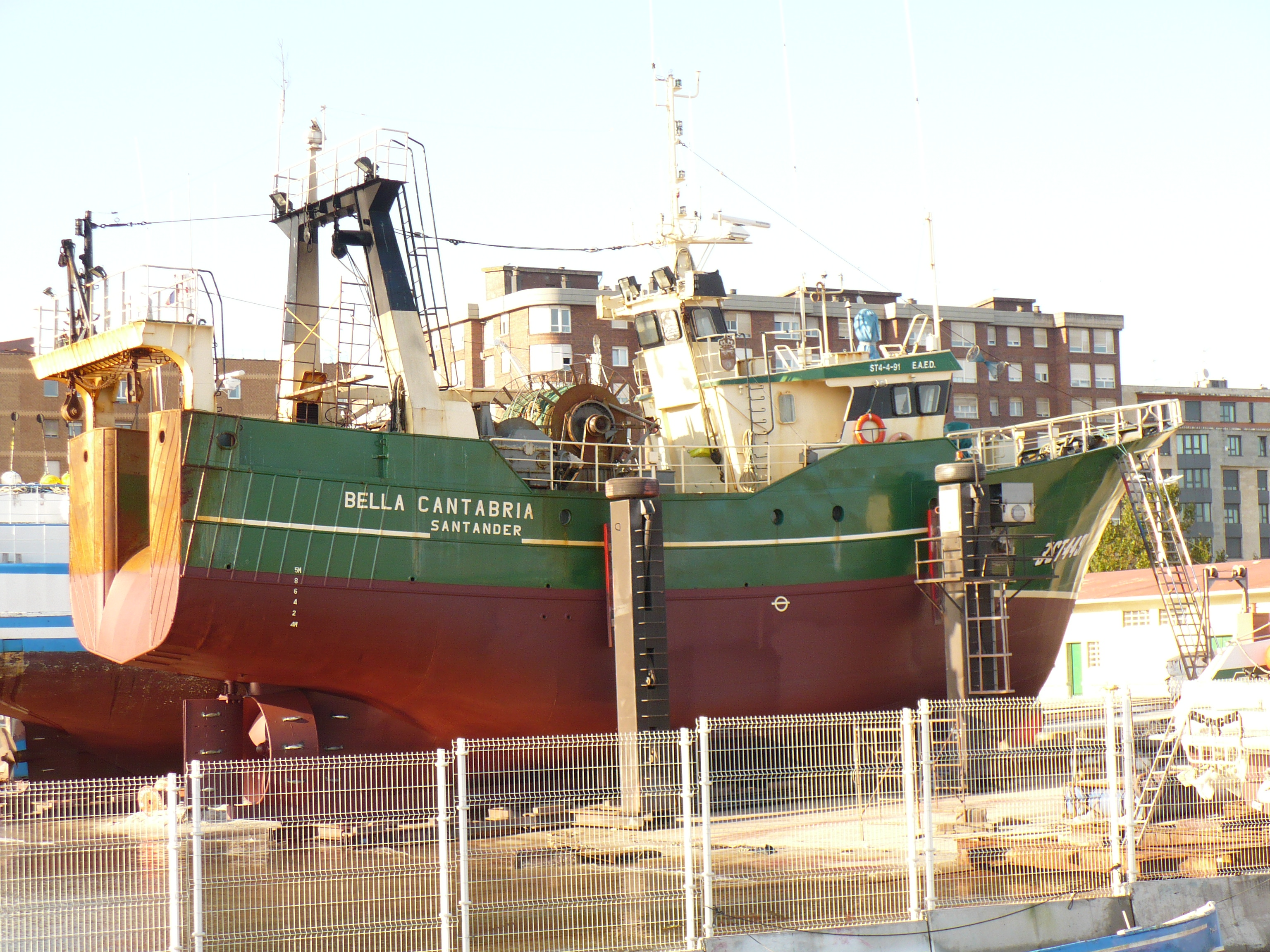
Barco pesquero en el varadero del Barrio Pesquero

Las primeras propuestas conocidas para la enajenación de los espacios urbanos ocupados por los pescadores de Santander proceden, como ha venido siendo frecuente en este fenómeno urbanístico en España, de la primera mitad del siglo XIX, teniendo aquí su base fundamental en "el saneamiento" de la ciudad, el mismo concepto que solía argüirse en los proyectos de rellenos de las bahías, estuarios y humedales.
En 1939, recién concluida la guerra civil, se produjo una petición por parte de la Cofradía de Pescadores, solicitando la construcción de un poblado para éstos, que en ese momento residían en las inmediaciones de Puertochico (Tetúan, San Martín...). Hasta 1942, coincidiendo con el Plan Nacional de Mejora de las Viviendas de Pescadores, no se aprueba el proyecto definitivo para la realización de este poblado. Santander, incluso mediando el devastador incendio de 1941, no llegó a acogerse a la financiación de regiones devastadas para la reubicación y mejora de su poblado de pescadores, como ocurría en la misma etapa en similares reubicaciones de barrios de pescadores de la costa cantábrica.
Su construcción se realiza sobre suelo calificado como industrial y de propiedad privada, que hubo de ser expropiado por la Obra Sindical del Hogar. A su vez, el Ayuntamiento de Santander cedió los terrenos correspondientes a los viales y espacios públicos que estaban previamente trazados en el proyecto del ensanche de Maliaño.
En principio se proyectó la realización de 550 viviendas en régimen de arrendamiento, siendo la Cofradía de Pescadores de Santander y el Instituto Social de Marina los promotores. La construcción corrió a cargo de la Obra Sindical del Hogar. Las primeras obras se realizan en 1943, al mismo tiempo que comienzan a ejecutarse los trabajos para ubicar allí el puerto pesquero.
Aunque el proyecto original preveía la ejecución del poblado en cinco fases consecutivas, en realidad se llegaron a realizar tan sólo tres. Esto supuso la construcción de bastantes menos de las viviendas previstas: 270. Si se tiene en cuenta que el número de familias de pescadores censadas en Santander en ese período era superior a 600, se hace evidente la insuficiencia del nuevo barrio, que pretendía agrupar la vida de toda la población empleada en la pesca.
Las primeras viviendas se entregaron a sus ocupantes en 1943, continuando las adjudicaciones hasta 1960. Con la construcción de la Lonja en 1963, se completó la estructura funcional del barrio Pesquero.
La superficie media útil de las viviendias se sitúa en torno a los 70 u 80 metros cuadrados, contabilizándose como casos excepcionales aquellas cuya dimensión es inferior a 40 metros cuadrados y la que tienen una superficie superior a los 100 metros cuadrados.
En 1950 (aún no concluida la realización del Poblado Pesquero Sotileza) el número de habitantes del barrio ascendía a 1.129 personas, de las que el 32 % eran inmigrantes. La base fundamental estaba compuesta, pues, por población autóctona (sobre todo parejas de jóvenes) que se veían trasladadas de su lugar de residencia tradicional a otro mucho más alejado del centro de la ciudad y mal comunicado con éste. El padrón de 1978 recoge la cifra de 1.280 habitantes, apreciándose un elevado índice de envejecimiento entre los mismos.

### Tipología
La tipología del poblado pesquero es la característica de los barrios obreros de los años 50 en España: Los edificios presentan tres plantas destinadas a vivienda (el bajo y dos alturas), que se organizan en forma de manzanas en torno a un patio central. La calidad de los materiales de construcción resultó ser muy baja, por lo que actualmente el deterioro de las viviendas es muy alto. Los servicios del barrio son actualmente, como desde su origen, totalmente deficitarios. Están constituidos sobre todo por comercios destinados al abastecimiento cotidiano. El único sector especializado y con un elevado desarrollo es el de la hostelería, formado exclusivamente por restaurantes y bares, cuyo dinamismo viene determinado por una demanda de ocio predominantemente vinculado al turismo estacional de verano procedente del exterior del barrio.
El poblado pesquero constituye, en última instancia, un claro ejemplo de las prácticas habituales en las ciudades ribereñas españolas de segregación espacial de los pescadores. Se eligió para su construcción una zona marginal de la ciudad, con escasa conmunicación con el resto, para albergar allí a una población ligada a una actividad que, por estar ubicada en un sector geográfico hacia el que se orientaba el crecimiento de la ciudad (Puertochico), obstaculizaba este proceso.

## Hijos ilustres
- Félix Álvarez
- Pedro Munitis
- Iván de la Peña
- Athenea del Castillo